# 黃怡 (作家)
黃怡 (WONG Eva Yi)  ，香港作家、創意寫作導師。

## 簡介
黃怡畢業於香港大學心理學及比較文學一級榮譽社會科學學士、英國倫敦大學國王學院英語文學碩士，曾任《字花》編輯、香港電台節目《開卷樂》主持，並擔任香港多項文學獎評審。曾任《明報周刊》、《明報。星期日生活》、《字花》等報刊專欄作家，作品曾獲改編成音樂演出、戲劇、電影短片等，並獲本地及外國大學選作教材。2019年獲邀參與新加坡作家節，2020年入選台灣《聯合文學》「二十位最受期待的青壯世代華文小說家」之一。 2021年任香港浸會大學首屆「華語作家創作坊」香港駐校作家。2023年參與愛荷華國際寫作計劃。

## 奬項及榮譽
香港藝術發展獎2018藝術新秀獎（文學藝術）
第四十六屆（2019-2020）青年文學獎小說初級組
<星巴克墓園>, 2010 第六屆大學文學獎小說組
〈擠迫之城的戀愛方法〉 ,2014 中文文學創作獎小說獎項

## 作品
| 年份 | 名稱                   | 出版社     | 類別     | 備註                           |
| ---- | ---------------------- | ---------- | -------- | ------------------------------ |
| 2010 | 據報有人寫小說         | 點出版     | 小說     |                                |
| 2015 | 補丁之家               | 文化工房   | 小說     |                                |
| 2019 | 林葉的四季             | 文化工房   | 小說     |                                |
| 2019 | Lam Yip’s Neighborhood | 水煮魚文化 | 英譯小冊 | 英譯者：Jennifer Feeley 費正華 |
| 2021 | 擠迫之城的戀愛方法     | 聯合文學   | 小說     |                                |

## 伸展閱讀
Writing Samples of Wong Yi, Fellow of 2023 International Writing Program Fall Residency: https://www.rhfamilyfoundationglobal.org/media/Online_version_5.pdf